# Chris Vermeulen

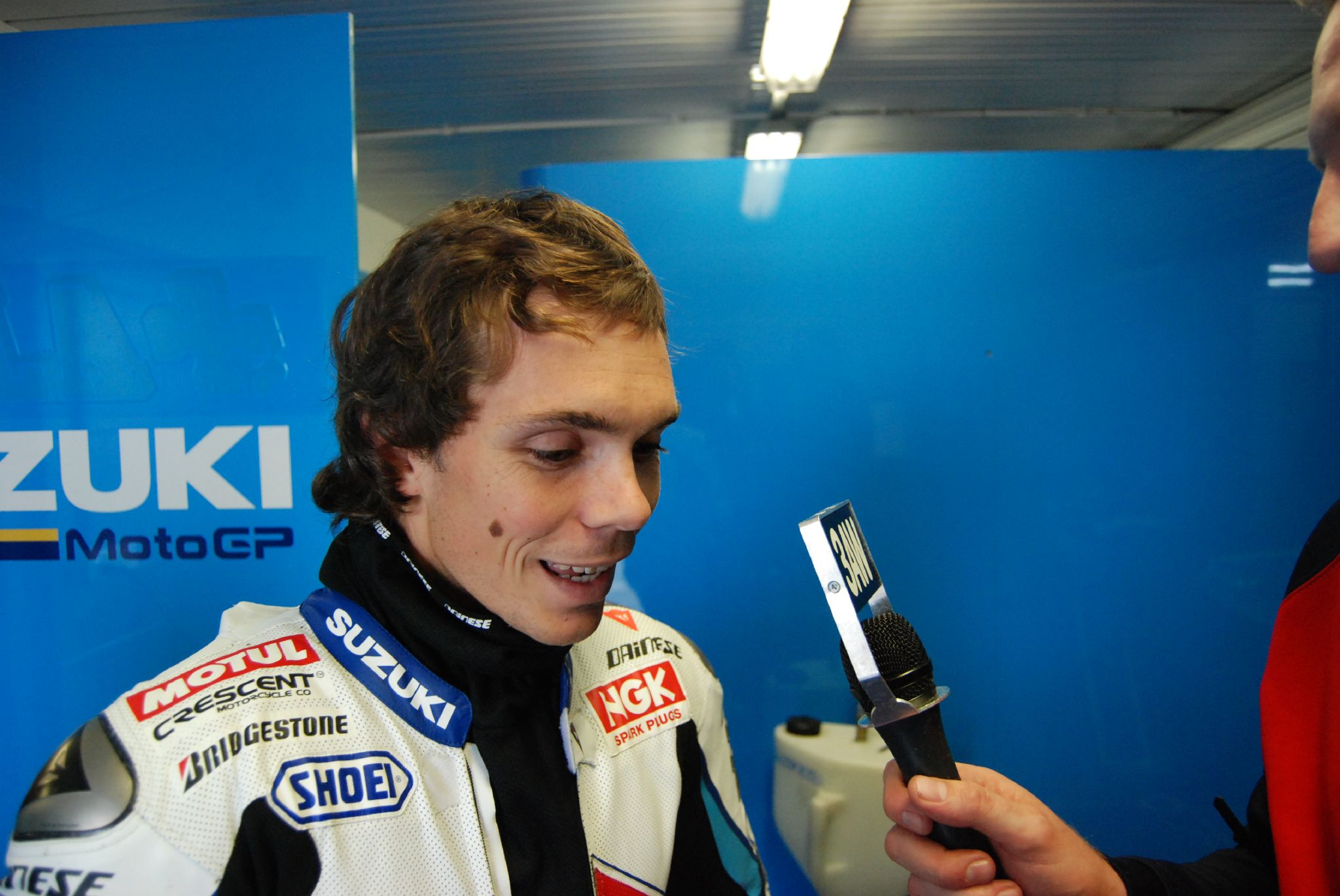

Chris Vermeulen (Brisbane, 19 juni 1982) is een Australisch motorcoureur. In het seizoen 2006 stapte hij over van de Superbike klasse naar de elite-klasse MotoGP en het Suzuki-team. Zijn grootouders van zijn vaders kant zijn geboren in Nederland, maar na de oorlog vanuit IJmuiden geëmigreerd naar Australië.

## Superbike

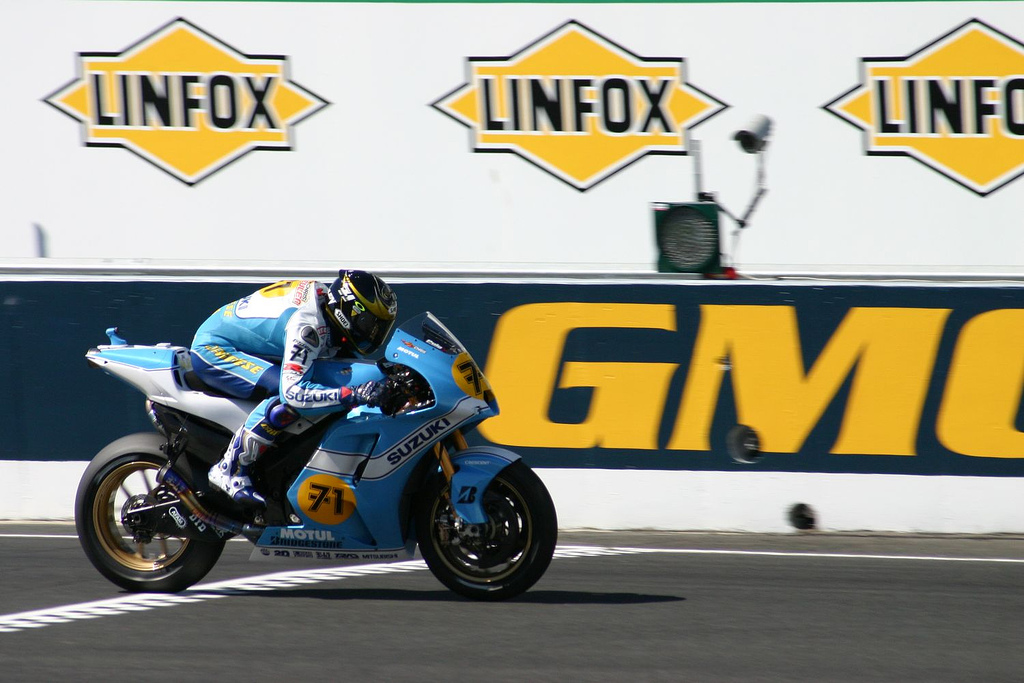

In 1999 racete hij in het Australische Superbike kampioenschap. Hoewel hij daarvoor maar enkele races had gereden eindigde hij met zijn Yamaha op de achtste plaats in het kampioenschap, met als beste resultaat een vierde plaats, en een eerste plaats voor privé-rijders zonder fabriekssteun. Zijn mentor Barry Sheene regelde vervolgens een plaats voor hem in de Britse Supersport en Superstockklassen en door zijn succes daarin kreeg hij een plaats in het World Supersport kampioenschap bij Honda.
Aanvankelijk succes in de laatste wedstrijden van 2000 wist hij niet om te zetten naar een succesvol vervolgseizoen; hij wist maar een keer in de top vijf te finishen.
Daarin kwam echter verandering toen hij in 2002 overstapte naar het Nederlandse Ten Kate Racing. Via een aantal pole posities en podiumklasseringen bereikte hij een zevende plaats in het kampioenschap. In het seizoen 2003 was hij toprijder van het team en met vier overwinningen behaalde hij het kampioenschap.

## World Superbike
Toen Ten Kate voor het seizoen 2004 een contract afsloot om een team op Honda Fireblade machines te laten uitkomen was Chris eerste keus om daarop te gaan rijden. Het team voerde zelf het ontwikkelwerk voor de machines uit (in de eerste race werd nog een gewone koppeling voor straatmachines gebruikt) maar toch wist Vermeulen vier races te winnen en voerde enige tijd het klassement aan alvorens als vierde te eindigen in de eindstand, als enige niet-Ducati in de top acht.
In het 2005 seizoen was er concurrentie van meerdere merken, waarbij Ducati, Yamaha en Suzuki ruim vertegenwoordigd waren. Het Ten Kate team bracht een tweede machine in de strijd bereden door Karl Muggeridge, maar Chris bleef overwinningen behalen en behaalde zijn eerste pole tijdens de race in Assen.
Een overwinning in de eerste race op Imola (iedere racedag bestond uit twee races) bracht hem tot 55 punten achter leider en landgenoot Troy Corser. Doordat de tweede race werd afgelast wegens hevige regenval kon hij in de laatste twee races niet meer dan 50 punten behalen en was hij dus kansloos voor de totaaloverwinning. Toch behaalde hij een indrukwekkende en afgetekende tweede plaats achter Corser.

## Overstap naar MotoGP
Tijdens de vier-uurs race op Suzuka reed hij op een fabrieksmachine van Honda en door sponsorbemiddeling kreeg hij tevens de gelegenheid aan het eind van het 2005 seizoen enkele races te rijden op GP machines van Honda.
Hij leek op weg naar een GP contract met Honda maar die bood hem niet meer dan nog een seizoen in de World Superbike. Sponsor Japan Tobaco was inmiddels in zee gegaan met Suzuki en daarom nam Chris het verrassende besluit bij HRC weg te gaan en te tekenen bij team Suzuki naast John Hopkins.

### Seizoen 2006
Tijdens de MotoGP wedstrijd in Turkije behaalde hij zijn eerste pole-positie, na een verbluffende kwalificatie op een natte baan. Opmerkelijk genoeg had landgenoot Casey Stoner de race daarvoor de pole-positie behaald tijdens de eerste MotoGP wedstrijd waaraan hij deelnam.
Tijdens de race op zijn thuiscircuit Phillip Island begon het te regenen. Nadat het gehele rijdersveld was overgegaan op natweerbanden bleek Chris het beste met deze verraderlijke omstandigheden te kunnen omgaan. Hij raasde van achteren uit door het hele veld en finishte als tweede.
Hiermee was zijn naam als regenrijder voorgoed gevestigd.

### Seizoen 2007
Vermeulen en Hopkins bleven bij Suzuki. De overstap naar de lichtere 800 cc machines was voor Suzuki nogal problematisch. Het duurde enige tijd voordat beide rijders vooraan konden meedoen.
Tijdens de vijfde rit van het seizoen (20 mei 2007) op het circuit van Le Mans, begonnen op een nagenoeg droge baan maar eindigend in de stromende regen, wist Chris zijn naam als regenrijder weer waar te maken en behaalde zijn eerste MotoGP overwinning.

## Carrière
| jaar   | klasse     | motor    | positie  | overwinningen | podium |
| ------ | ---------- | -------- | -------- | ------------- | ------ |
| 2001   | Supersport |          | 17       | -             | -      |
| 2002   | Supersport |          | 7        | -             | 2      |
| 2003   | Supersport | Honda    | kampioen | 4             | 8      |
| 2004   | Superbike  | Honda    | 4        | 4             | 9      |
| 2005   | Superbike  | Honda    | 2        | 6             | 14     |
| 2006   | MotoGP     | Suzuki   | 11       | -             | 1      |
| 2007   | MotoGP     | Suzuki   | 6        | 1             | 4      |
| 2008   | MotoGP     | Suzuki   | 8        | -             | 2      |
| 2009   | MotoGP     | Suzuki   | 12       | -             | -      |
| 2010   | Superbike  | Kawasaki | 20       | -             | -      |
| 2011   | Superbike  | Kawasaki | 20       | -             | -      |
| 2012   | MotoGP     | Suter    | NC       | -             | -      |
| Totaal |            |          |          | 15            | 40     |

## Trivia
- Hij verzamelt oude Amerikaanse Hot Rod auto's.
- Zijn bijnaam is Vermin (ongedierte), afgeleid van zijn achternaam.
- Zijn handelsmerk is de slappe hoed die hij vaak draagt.
- Zijn favoriete rijdersnummer is 7 Dit nummer kon hij tot het seizoen van 2008 niet gebruiken omdat collega coureur Carlos Checa dit in gebruik had. Als tweede keus had Chris het nummer 71. Toen Carlos Checa met het aanvang van het seizoen 2008 overstapte naar de SuperBikes kwam het nummer 7 weer vrij in de MotoGP, dit was dan ook de reden dat Chris, per direct, zijn nummer 71 inruilde voor nummer 7.